# Goparity
A Goparity é uma plataforma de finanças de impacto para o dia-a-dia, especializada em financiamento colaborativo (crowdfunding).
A plataforma conecta indivíduos e instituições que querem investir de forma sustentável, emprestando dinheiro a empresas que procuram financiamento para projectos que contribuam para os Objectivos de Desenvolvimento Sustentável (ODS) das Nações Unidas.
A empresa foi fundada em 2017 em Lisboa, Portugal. 

## História
A POWER PARITY, S.A. (marca registada Goparity) é uma fintech de finanças de impacto co-fundada por Luís Couto (atual CFO), Nuno Brito Jorge (atual CEO), e Manuel Nery Nina (atual CCO). A Goparity foi fundada em 2017, em Lisboa, Portugal.
A POWER PARITY, S.A. está registada, e é regulada e supervisionada pela CMVM (Comissão do Mercado de Valores Mobiliários) desde Dezembro de 2018. Desde 26 de Janeiro de 2024, a Goparity obteve por parte da CMVM a convalidação da sua licença de atividade para operar ao abrigo do Regulamento Europeu do Crowdfunding (ECSP).
A Goparity é certificada pela BCorp desde 2020. Em junho de 2023, a Goparity Canadá abriu operações com uma equipa local de 3 pessoas.

### Fundação e primeiros anos
Os três fundadores da Goparity procuravam criar uma plataforma que pudesse colmatar o fosso entre investidores e projectos orientados para o impacto. Com vista a enfrentar desafios globais, como as alterações climáticas e a desigualdade social, o objetivo dos fundadores era desenvolver um modelo de negócio que canalizasse recursos financeiros para projectos com impactos positivos mensuráveis. Inicialmente, a plataforma centrou-se em projectos de energias renováveis de pequena escala em Portugal, com o objetivo de oferecer uma alternativa fiável aos investimentos tradicionais.

### Missão
A missão da Goparity é democratizar o acesso às finanças, capacitando pessoas e organizações a usar o seu dinheiro em prol das pessoas e de um planeta melhor. A plataforma oferece a possibilidade de qualquer pessoa escolher como o seu dinheiro é aplicado, desinvestindo em indústrias prejudiciais e atribuindo recursos a projectos que promovam o desenvolvimento de uma economia mais justa.

### Desenvolvimento recente (2024)
Desde Abril de 2024, a Goparity já financiou mais de 34 milhões de euros em mais de 350 projetos em mais de 18 países e três continentes (Europa, África e América do Sul). A plataforma conta com mais de 50.000 utilizadores, e mais de 17.000 investidores. A equipa é composta por mais de 30 pessoas e internaliza todas as áreas do negócio: Gestão, Finanças, Risco, Comercial, Operações, Marketing, Apoio ao Utilizador, TI, Jurídico e Compliance.
Os projetos geram mais de 33 000 MWh de energia limpa por ano e evitam a emissão de mais de 25 000 toneladas de CO2 por ano. Todos os projetos contribuíram para a criação de mais de 4.700 postos de trabalho e tiveram um impacto positivo em mais de 90.000 pessoas.
O foco desde 2024 tem sido a expansão europeia, de momento em Espanha.